# Авиатор (дворец культуры в Рыбинске)
«Авиатор» — дворец культуры мотостроительного завода в Рыбинске.

## История
Построен в 1932—1937 годах по проекту архитектора Я. А. Корнфельда. Открытие состоялось 10 ноября 1937 года и было приурочено к 20-летию Октябрьской революции.
В 1942—1944 годах в клубной части Дворца культуры размещался военный госпиталь. В кинозале бойцы смотрели военную хронику и художественные фильмы, а в Колонном зале для них выступали дети и артисты-любители.
В послевоенные годы здание дважды реконструировали — в середине 1950-х и в 1970—1980-х годах. В 1953-55 годах к восточному фасаду был пристроен спортивный зал. В 1978 году во время капитального ремонта над клубной частью здания застроили пространство открытых колоннад, фасады облицевали белым туфом.
В здании есть большой концертный зал на 1200 человек, банкетный зал «Зеленая гостиная» на 50 мест, дискотечный зал, офисный центр, конференц-зал. Спортивный комплекс включает в себя спортзал и сауну.
На 2024 год во Дворце культуры «Авиатор» работали шоу-балет «Платинум», танцевально-спортивный клуб «ОНиОНА», ансамбль танца «Радостное детство», ансамбль-студия «Хорошее настроение», студия графики и дизайна «Восприятие». Также работает ресторанный комплекс: ресторан и его летняя площадка «Старый Рыбинск» на 60 мест, арт-кафе «Авиатор» на 120 мест.

## Архитектура
За основу проекта Корнфельд взял свой же проект московского дворца культуры (ныне — им. С. П. Горбунова). Здания имеют похожую композицию. В каждом есть две части: театральная и клубная, связанные своеобразным мостом-переходом. Различаются комплексы лишь стилем. Московский выдержан в формах ортодоксального конструктивизма, а рыбинский оформлен в духе неоклассицизма.
Фасад украшен высоким портиком с шестью гранеными колоннами.
В 1950-х годах облик «Авиатора» был дополнен горельефом под названием «Единение народов», сделанный по проекту скульптора А. Белобородова.
В помпезном оформлении интерьеров использованы мрамор, ценные породы дерева и лепнина. Роспись потолка выполнена на тему «Искусство принадлежит народу».